# LGarde
LGarde, també L'Garde o L·Garde, és una companyia estatunidenca de tecnologia aeroespacial i de defensa fundada el 1971 al Comtat d'Orange, Califòrnia i és el contractista principal de la nau espacial Sunjammer, la vela solar més gran del món.
La companyia va ser una de les primeres empreses pioneres en utilitzar estructures inflables de múltiples tasques i de pell prima utilitzades en diverses aplicacions militars i espacials. En l'apogeu de la Guerra Freda, L·Garde va desenvolupar i va fabricar objectius inflables i sistemes d'esquer per a la defensa militar dels EUA i sistemes de contramesures per a la Iniciativa de Defensa Estratègica (Guerra de les galàxies). Després de la Guerra Freda, la companyia va utilitzar les tecnologies i tècniques de fabricació que havia desenvolupat per obtenir un contracte per dissenyar i construir l'experiment d'antena inflable i altres estructures espacials inflables de pel·lícula prima utilitzant la seva única aplicació de tecnologia de tubs rígids.
El nom inusual de la companyia és un acrònim format per les inicials dels socis fundadors: Bill Larkin, Gayle Bilyeu, Alan Hirasuna, Rich Walstrom, Don Davis. La "E" prové del terme llatí "et al" (i altres) com a consell a altres socis i empleats originals de l'empresa.

## Història
Els enginyers de LGarde van prendre la seva experiència amb estructures inflables per a ús militar per a aplicacions espacials al voltant de 1992 com un mitjà per controlar el cost de desplegament d'instrumentació en l'òrbita de la Terra i més enllà. Van estudiar treballs de desenvolupament i lliçons apreses dels projectes del Departament de defensa dels Estats Units i la NASA que es remunta als anys 60. En observar els avantatges i els reptes de desplegar una antena inflable molt gran i altres estructures en l'òrbita terrestre emprant aquesta tecnologia, els enginyers de LGarde també van observar canvis en els principis estructurals quan aquestes estructures es fan servir en un entorn de gravetat zero, i altres problemes tècnics que sorgeixen amb gran precisió estructures que inclouen la precisió superficial, l'anàlisi i les propietats elèctriques.
El primer projecte d'estructura espacial inflable de LGarde va ser el projecte Spartan 207, també conegut com l'Experiment d'Antena Inflable, que es va llançar amb el Transbordador espacial Endeavour en la missió STS-77, el 19 de maig de 1996. L'objectiu d'aquesta missió era inflar una antena de 14 metres en tres puntals de 28 metres construïts per LGarde sota contracte amb el JPL. El projecte es va desenvolupar sota el programa de desenvolupament tecnològic In-STEP de la NASA.
Implementat utilitzant el Sistema de Manipulador Remot del transbordador, l'antena es va inflar amb èxit i es va aconseguir la forma final correcta. D'acord amb l'informe final de la missió, la missió va ser reeixida i va obtenir una gran quantitat d'informació sobre com inflar grans estructures en l'espai. Entre els punts que el projecte Spartan 207 va demostrar va ser la viabilitat de les estructures espacials inflables com a concepte d'estalvi de costos. L'antena inflable va pesar només al voltant de 132 lliures (60 quilograms) i es pot desenvolupar una versió operativa de l'antena per menys de 10 milions de dòlars, un estalvi considerable respecte a les estructures rígides mecànicament desplegables que poden costar fins a 200 milions de dòlars per desenvolupar i lliurar a espai.
Els enginyers de LGarde van expandir el desenvolupament d'estructures inflables i rígides amb estructures de poca massa prou fortes per suportar grans conjunts orbitals d'energia solar, així com nanosatèl·lits molt més petits. Entre els molts paràmetres de disseny de detall que van considerar es troben el disseny de tubs (per a material rígid), tipus de bigues i dissenys alternatius (per exemple, carcasses), gruix del material, laminats i la millor manera de resoldre el vinclament d'Euler.
Un projecte, realitzat amb JPL sota el programa Gossamer Spacecraft de 1999 de la NASA, va intentar construir un reflector inflable per concentrar l'energia solar per a la generació d'energia elèctrica espacial, mentre actuava com una antena d'alt guany i d'obertura gran. Entre els objectius del programa de la nau espacial Gossamer va ser reduir els volums de massa i d'estiba d'una antena de potència mentre es mantenia un rendiment comparable de la generació d'energia elèctrica.
El desenvolupament addicional es va produir el 2005, quan LGarde va començar a utilitzar mètodes de rigidesa del material que proporcionen una forma de reflector de llarga durada sense necessitat d'inflat continu. Els enginyers van optar per un laminat d'alumini/plàstic com el mètode de rigidesa d'elecció sobre la rigidesa en fred d'un compost de material termoplàstic Kevlar com un mitjà per assolir dos objectius: 1) disminuir l'espai d'emmagatzematge i expandir així la mida potencial d'obertura dels reflectors de mirall i 2) eliminar la necessitat de gas de "maquillatge" necessari perquè els reflectors purament inflables es mantinguin inflats en l'espai. Més tard, els enginyers de LGarde van avançar el nivell de preparació de l'estructura de suport plana inflable per al sistema d'antenes de gasa amb un disseny, anàlisi, prova i fabricació addicionals d'una estructura de suport rígida desplegada per inflació per al conjunt de guies d'ona.
A partir del 2002, LGarde estava desenvolupant resines de poliuretà per a un laminat compost de 3 capes que es podria emprar en la fabricació d'estructures rígides aptes per al seu ús en l'espai.
En un document presentat a l'Institut Americà d'Aeronàutica i Astronàutica (AIAA), els enginyers van trobar que aquests compostos es poden utilitzar per fabricar estructures rígides desplegabl El document continua observant que, segons el programa SSP de la NASA (entramat d'energia solar espacial), un entramat d'inflable i rígid de 24 peus de llarg que empra materials compostos de poliuretà va resistir una càrrega de compressió de 556 lliures, un 10% per sobre de la seva resistència de compressió dissenyada, mentre que reduïa la massa de materials comparables d'estructures mecàniques per un factor de 4.

Havia estat llargament teoritzat que les veles solars podrien reflectir els fotons que flueixen del Sol i convertir una part de l'energia en empenta. L'embranzida resultant, encara que petita, és contínua i actua per a la vida de la missió sense necessitat de propel·lent. L'any 2003, LGarde, juntament amb els seus socis JPL, [[Ball Aerospace]] i Langley Research Center, sota la direcció de la NASA, van desenvolupar una configuració de vela solar que utilitzava components inflables d'auge rígids per assolir 10.000 m² d'aeronau amb una densitat real de 14,1 g/m² i acceleració potencial de 0,58 mm/s². Tota la configuració alliberada per l'etapa superior té una massa de 232,9 kg i requereix només 1,7 m³ de volum en el reforç.  Es va produir un avanç addicional en el projecte de la vela solar quan els enginyers de LGarde van millorar els sistemes de coordenades de l'"embarcació" i van proposar un estàndard per a informar sobre el rendiment de la propulsió.
LGarde va ser seleccionada per la NASA per construir la nau espacial Sunjammer, actualment la vela solar més gran del món. Posada a punt per al seu llançament el gener de 2015, Sunjammer està construït de Kapton i té una superfície total de més de 38 metres (124 peus) amb una superfície total de més de 1.200 metros quadrats (13.000 peus quadrats). El material de la "vela" ultrafina té un gruix de només 5 μm amb un pes baix d'uns 32 quilos (70 lliures). Un cop a l'espai, la gran superfície de la vela solar li permetrà aconseguir un embranzida d'uns 0,01 N. Per controlar la seva orientació, a través d'aquesta, la seva velocitat i direcció, Sunjammer farà servir paletes giratòries (cadascuna de les quals és en si mateixa una petita vela solar) situada a la punta de cadascun dels seus 4 braços, eliminant per complet la necessitat d'un propel·lent estàndard. El 17 d'octubre de 2014, la NASA va cancel·lar el projecte Sunjammer després d'invertir quatre anys i més de 21 milions de dòlars en el projecte.